# Hireyaranakeri, Hungund
Hireyaranakeri là một làng thuộc tehsil Hungund, huyện Bagalkot, bang Karnataka, Ấn Độ.